# Nodina
Nodina es un género de insecto coleóptero de la familia Chrysomelidae.

## Especies
Las especies de este género son:
- Nodina clypeata Kimoto & Gressitt, 1982
- Nodina dhadinga Medvedev, 1992
- Nodina laotica Medvedev, 2000
- Nodina major Kimoto & Gressitt, 1982
- Nodina martensi Medvedev, 1992
- Nodina minutissima Kimoto & Gressitt, 1982
- Nodina nepalensis Takizawa, 1987
- Nodina philippina Medvedev, 1995
- Nodina similis Kimoto & Gressitt, 1982
- Nodina striopunctata Tan, 1988